# Sueño Electro I
Sueño Electro l é o quarto álbum de estúdio da banda electro-pop mexicana Belanova, indicado ao Grammy Latino 2011. Este é o primeiro lançamento do projeto Sueño Electro. O álbum foi anunciado pela primeira vez no twitter junto ao novo logo da banda e conceito do disco. Lançado em todo o território mexicano no dia 23 de Outubro de 2010, nos Estados Unidos e toda América Latina foi lançado 2 dias depois com grande reconhecimento crítico. Na mesma semana de lançamento a banda havia anunciado que Sueño Electro teria uma segunda parte que foi gravada simultaneamente com a primeira. A banda revelou que há uma gama de estilos musicais neste álbum, incluindo retrocesos a Fantasía Pop e Cocktail, assim como instrumentos jamais usados na música eletrônica: Trompa e uma Orquestra Sinfônica. O primeiro single "Nada de Más" foi lançado no dia 2 de Agosto de 2010 e obteve um sucesso moderado nas rádios com pico de #6 nas rádios do México. Para o super produtor Armando Ávila, produzir Sueño Electro com Belanova foi a melhor experiência de sua vida como produtor de música pop. Todas as canções foram escritas pelos 3 integrantes: Denisse Guerrero, Ricardo Arreola e Edgar Huerta.

## Faixas
| N.º | Título              | Duração |  |
| 1.  | "Solo Para Mi"      | 3:34    |  |
| 2.  | "Chica Robot"       | 3:23    |  |
| 3.  | "Nada de Más"       | 3:27    |  |
| 4.  | "No Me Voy A Morir" | 4:03    |  |
| 5.  | "Y Mi Corazón"      | 3:21    |  |
| 6.  | "Pow Pow"           | 3:11    |  |
| 7.  | "Tic-Toc"           | 3:58    |  |
| 8.  | "Hoy Desperté"      | 3:58    |  |
| 9.  | "Necio"             | 4:06    |  |
| 10. | "Tú y Yo"           | 3:30    |  |

## Singles
- Nada de Más - Este é o primeiro single de Sueño Electro I. A música obteve um sucesso moderado nas rádios e muito popular na internet e televisões. A banda divulgou o single junto ao o lançamento do BlackBerry Torch 9800 no México, com vários conteúdos da banda incluídos no celular, que foi um sucesso de vendas no país.[3] "Nada de Más" alcançou o número #6 no chart nacional.
- No Me Voy A Morir -  Aclamada melhor música da carreira da banda, alcançou o número #1 nas rádios do México.[4] Sua primeira performance aconteceu no programa da emissora Televisa, "HOY". A canção recebeu as melhores críticas possíveis: "uma música poderosa que em pouco tempo se transformou no hino de toda uma geração", "a combinação exata entre melancolia e esperança deram uma força especial a música em um novo clássico para o repertório da banda, que ameaça se imortalizar dentro da música pop da América Latina".[5]

## Desempenho
| Paradas (2010/2011)                       | Melhor posição |
| ----------------------------------------- | -------------- |
| México                                    | 6              |
| Estados Unidos Billboard Latin Pop Albums | 5              |
| Estados Unidos Billboard Latin Albums     | 9              |